# Marihuana (film)
Pour l’article homonyme, voir Marihuana.

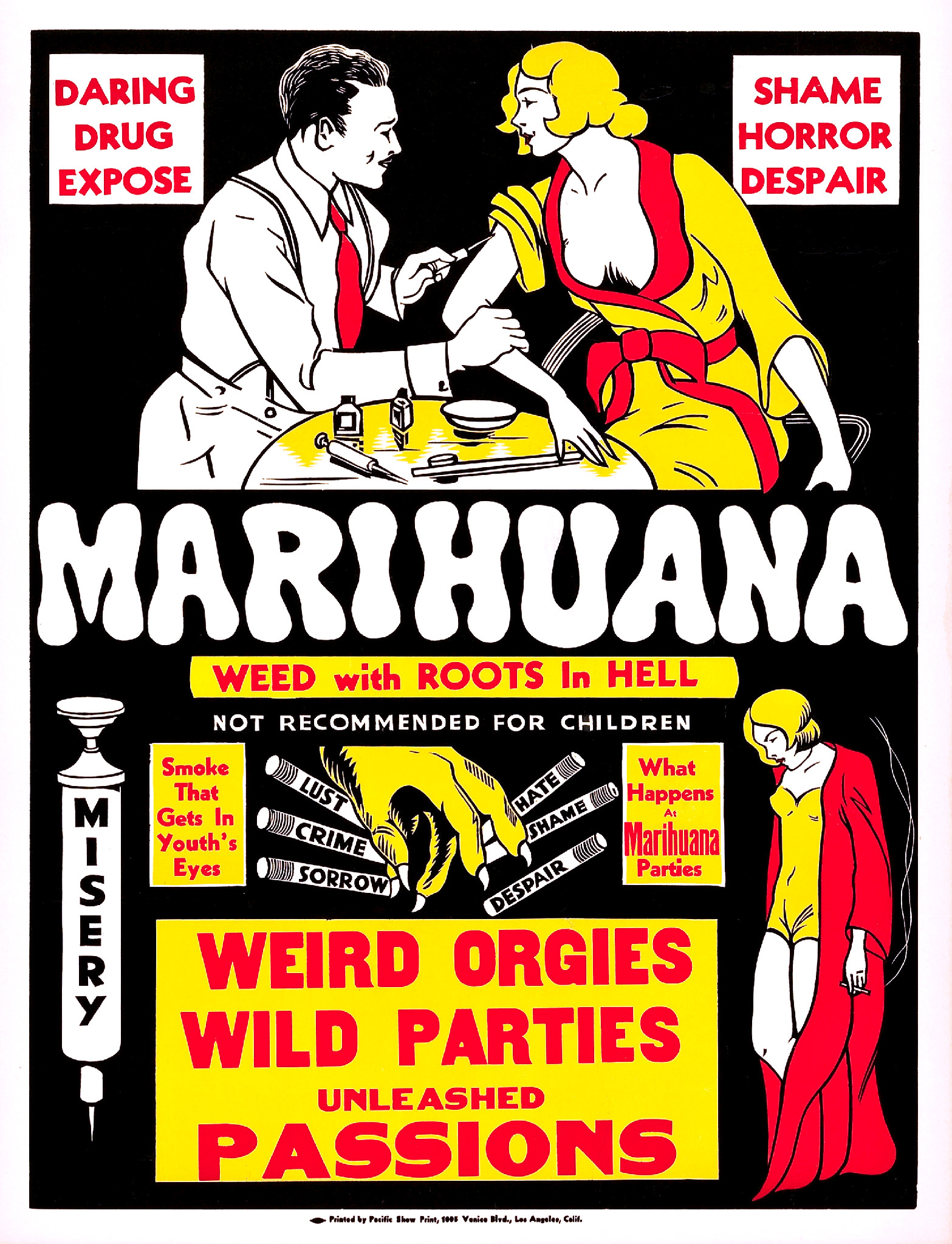
Affiche du film.

Marihuana est un film d'exploitation américain réalisé par Dwain Esper (en), sorti en 1936.

## Synopsis
Burma est une fille qui aime faire la fête. Un jour, elle rencontre des inconnus dans un bar qui l'invitent, elle et son groupe, à une fête où tout le monde boit de l'alcool, et les filles fument de la marijuana sans le savoir, ce qui les fait rire. Burma et son petit ami font l'amour sur la plage pendant que ses amies se baignent nues.
L'une des filles se noie lors de la fête et toutes ses amies doivent garder le secret sur les détails de la fête. Lorsque Burma annonce à son petit ami qu'elle est enceinte à la suite de leur rencontre sur la plage, elle le pousse à l'épouser. Il lui promet que tout ira bien et se tourne vers les inconnus qui ont organisé la fête pour subvenir aux besoins de sa future famille. L'inconnu lui propose de décharger de la drogue de contrebande d'une cargaison secrète vers les quais. La police découvre cette cargaison, poursuit les trafiquants et abat le petit ami de Burma.

## Fiche technique
- Réalisation :	Dwain Esper (en)
- Scénario : Hildagarde Stadie
- Photographie : Roland Price
- Montage : Carl Himm
- Genre : Crime, drame[1]
- Distributeur : Roadshow Attractions Inc.
- Durée : 57 minutes
- Date de sortie : mai 1936

## Distribution
- Harley Wood (en) : Burma Roberts / "Blondie"
- Hugh McArthur : Dick Collier
- Pat Carlyle : Tony Santello
- Paul Ellis : Nicholas Romero
- Dorothy Dehn : Elaine Roberts Stewart
- Richard Erskine : Morgan Stewart
- Juanita Fletcher : Mrs. Roberts
- Hal Taggart : Helen's husband
- Gloria Browne : Gloria Stewart
- Symona Boniface (non créditée)